# 阿莱卡·帕帕里加

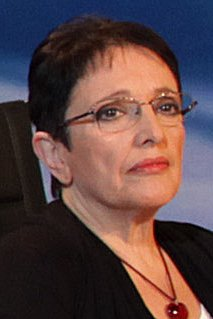
2009年的阿莱卡·帕帕里加

阿莱卡·帕帕里加（希臘語：Αλέκα Παπαρήγα；1945年11月5日—），又译阿莱卡·帕帕莉卡，希腊政治人物，生于雅典。1991年—2013年，任希腊共产党总书记。她是希腊共产党第一个女性领袖。
帕帕里加曾在雅典大学学习。1978年起，当选为希腊共产党中央委员会委员。1991年2月，当选为希腊共产党总书记。
2022年，帕帕里加在希腊共产党的一次党内会议上，称“乌克兰人民正在发动一场反对俄罗斯侵略的正义战争”。